# Lelki (Głazica)
Lelki – część wsi Głazica w Polsce, położona w województwie pomorskim, w powiecie wejherowskim, w gminie Szemud. Wchodzą w skład sołectwa Głazica.
W latach 1975–1998 Lelki administracyjnie należały do województwa gdańskiego.